# Episodi di American Chopper: Senior vs. Junior (quarta stagione)
La quarta stagione di American Chopper: Senior vs. Junior è stata trasmessa in prima visione negli Stati Uniti d'America sul network Discovery Channel dal 3 settembre 2012.
| nº | Titolo originale    | Titolo italiano | Prima TV USA      | Prima TV Italia  |
| -- | ------------------- | --------------- | ----------------- | ---------------- |
| 1  | The Build is On     | -               | 3 settembre 2012  | 21 febbraio 2013 |
| 2  | Back in Time        | Vecchi ricordi  | 10 settembre 2012 | 28 febbraio 2013 |
| 3  | Common Ground       | Terreno comune  | 17 settembre 2012 | 7 marzo 2013     |
| 4  | Now or Never        | Ora o mai più   | 24 settembre 2012 | 14 marzo 2013    |
| 5  | Uncharted Territory | -               | 1º ottobre 2012   | 21 marzo 2013    |
| 6  | Junior's Surprise   | -               | 8 ottobre 2012    | -                |
| 7  | New Venture         | -               | 15 ottobre 2012   | -                |
| 8  | Full Circle         | -               | 22 ottobre 2012   | -                |
| 9  | A New Company       | -               | 29 ottobre 2012   | -                |
| 10 | Junior Frustration  | -               | 5 novembre 2012   | -                |
| 11 | Old Wounds          | -               | 12 novembre 2012  | -                |
| 12 | Troubled Waters     | -               | 19 novembre 2012  | -                |
| 13 | Impasse             | -               | 26 novembre 2012  | -                |
| 14 | The Last Build      | -               | 3 dicembre 2012   | -                |
| 15 | The End             | -               | 17 dicembre 2012  | -                |

## The Build is On
- Titolo originale: The Build is On

## Back in Time
- Titolo originale: Back in Time

## Common Ground
- Titolo originale: Common Ground

## Now or Never
- Titolo originale: Now or Never

## Uncharted Territory
- Titolo originale: The Call

## Junior's Surprise
- Titolo originale: Junior's Surprise

## New Venture
- Titolo originale: New Venture

## Full Circle
- Titolo originale: Full Cicle

## A New Company
- Titolo originale: A New Company

## Junior Frustration
- Titolo originale: Junior Frustration

## Old Wounds
- Titolo originale: Old Wounds

## Troubled Waters
- Titolo originale: Troubled Waters

## Impasse
- Titolo originale: Impasse

## The Last Build
- Titolo originale: The Last Build

## The End
- Titolo originale: The End